# Ludovico Cigoli

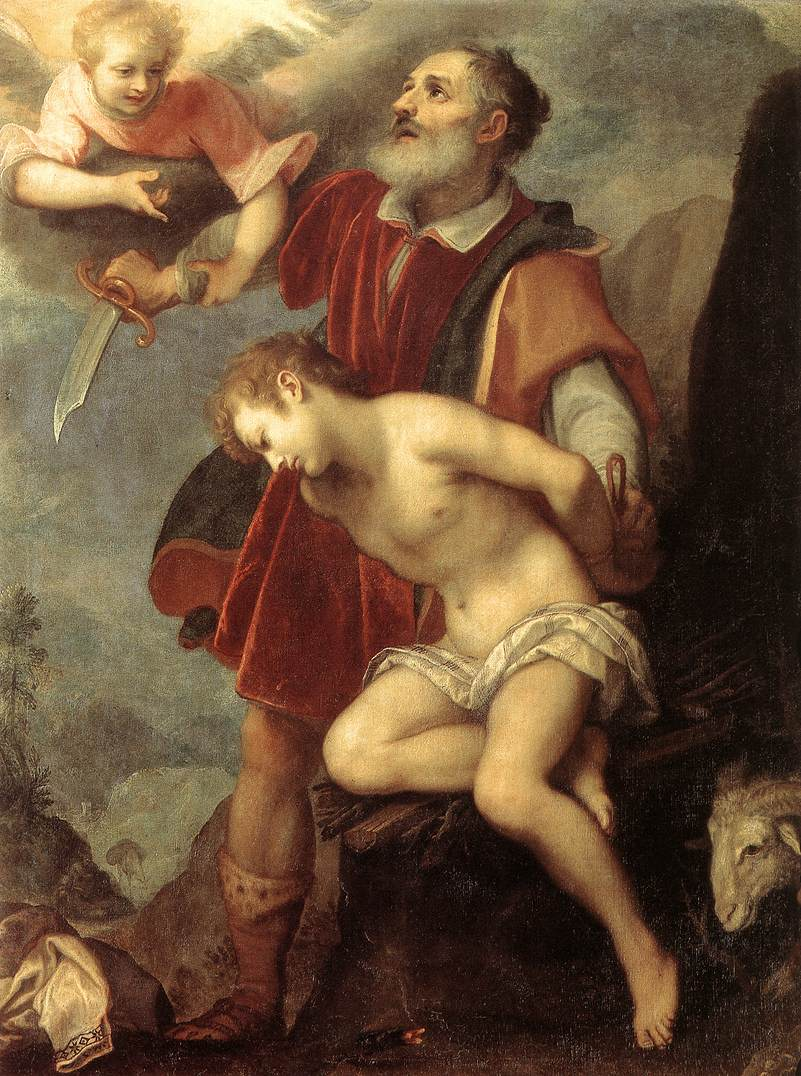
Ludovico Cigoli, Ofiara Izaaka, ok. 1607, Palazzo Pitti, Florencja.

Ludovico Cigoli (właściwie Ludovico Cardi, ur. 1559, zm. 8 czerwca 1613) – włoski malarz, rzeźbiarz i architekt tworzący w okresie przełomu późnego manieryzmu i wczesnego baroku, działał głównie w Toskanii, Francji i Rzymie.

## Życiorys
Urodził się na zamku w pobliżu miejscowości Villa Castelvecchio di Cigoli (prowincja San Miniato), od której pochodzi jego przydomek.
W latach 1574–1578 szkolił się w pracowni Alessandro Alloriego, współdziałając z nim (w 1581) podczas realizacji dekoracji malarskich florenckiej Galerii Uffizi, natomiast rok później namalował w tamtejszym kościele Santa Maria Novella fresk Wstąpienie Chrystusa do Otchłani.
Około 1584 roku powrócił do rodzinnych okolic, z okresu działalności artysty w Toskanii przetrwały między innymi obrazy Noli me tangere (obecnie w klasztorze klarysek w San Miniato) i Zwiastowanie w kaplicy szpitalnej w Figline Valdarno.
W 1596 roku zaprojektował fasadę florenckiej bazyliki Santa Maria del Fiore.
Na początku lat dziewięćdziesiątych XVI wieku przebywał w Arezzo, Perugii i Umbrii zapoznając się z dziełami Federica Barocciego, pod wpływem którego rozwinął na szeroką skale swoją działalność.
Do najbardziej znanych jego dzieł z tego okresu należą obrazy o tematyce religijnej, wśród nich Męczeństwo św. Szczepana z 1597 roku dla kościoła Montedomini we Florencji, Ostatnia wieczerza (kolegiata w Empoli), Cud świętego Antoniego z osłem adorującym Najświętszy Sakrament (kościół S. Francesco w Cortonie), Sen Jakuba (zbiory Musee des Beaux-Arts w Nancy), Święty Hieronim ze Strydonu przekładający Biblię (kościół San Giovanni de’Fiorentini w Rzymie) i dwie wersje Zmartwychwstania (w zbiorach Palazzo Pitti, Florencja i pinakotece w Arezzo).
W 1600 roku przebywał na dworze Medyceuszy,wykonując dekoracje teatralne i rzeźbiąc pomnik konny umieszczony na paryskim moście Pont Neuf (zburzonym w trakcie rewolucji francuskiej).
W 1604 roku pracował w Rzymie, dzięki korzystnemu mecenatowi Virginio Orsiniego i znajomości wielu przedstawicieli tamtejszej arystokracji, gdzie został przyjęty do artystycznej Akademii Św. Łukasza.
Około 1606 roku ponownie osiedlił się we Florencji, gdzie stworzył dzieła, takie jak Pokłon Trzech Króli (kościół S. Pietro Maggiore), i Narodziny NMP (kościół San Domenico w Pistoi).
W 1608 r. ponownie wyjechał do Rzymu, zawierając znajomość z Domenico Fettim.
Do późnych przejawów jego twórczości należą obrazy Święty Piotr uzdrawiający kalekę (Bazylika św. Piotra w Watykanie) i Uwięzienie św. Pawła dla bazyliki św. Pawła za Murami.
Zmarł 8 czerwca 1613 roku po napadzie gorączki.
Do jego najbardziej znanych uczniów należeli Cristofano Allori, Aurelio Lomi, Domenico Fetti, Andrea Commodi, Gregorio Pagani, Giovanni Antonio Lelli i Sigismondo Coppani.